# Саначкебіо
Саначкебіо (груз. სანაჭყებიო) — село в Грузії.
За даними перепису населення 2014 року в селі проживає 170 особи.